# 首都饭店旧址
首都饭店旧址位于中国南京市鼓楼区中山北路178号，山西路、湖南路口北侧，建于1932年至1933年，是1949年以前南京最豪华的一家宾馆，有客房50余间，当时系军政要员及外宾下榻之处。1937年到1945年日军上海派遣军司令部设此。1949年以后改为南京军区第二招待所。现为三星级华江饭店，系南京军区装备部招待所。 

## 历史
首都饭店建筑由上海华盖建筑师事务所建筑师童寯设计，采用了1930年代时髦的现代派风格，外观简洁，强调立面线条，而平面呈“7”字形。 
1992年，首都饭店旧址被列为南京市文物保护单位。2002年列为江苏省文物保护单位。